# Грамота на Вук Бранкович за скопския манастир „Свети Георги Бързи“
Грамота на Вук Бранкович за манастира „Свети Георги Бързи“ е дарствена грамота, издадена през 1377 г. от сръбския деспот Вук Бранкович, с която деспотът подарява скопския манастир „Свети Георги Бързи“ на Хилендарския манастир, за да служи като гостилница на хилендарските монаси при посоещенията им в Скопие.

## Характеристики
Грамотата е запазена в оригинал и се съхранява в архива на Хилендарския манастир. Написана е с черно мастило върху лист хартия с размери 22.8 x 22 cm., който е залепен върху втори лист. Текстът на грамотата заема 16 реда и е изписан с канцеларски бързопис от втората половина на XIV век. Инвокационният кръст в началото и подписът на Вук Бранкович в края на грамотата са изписани с червено мастило. Под подписа е поставен восъчен печат.
Грамотата контрастира със скромния обем и лаконичността си на другите две изветни грамоти, отнасящи за „Свети Георги Бързи“ – Виргинската грамота на българския цар Константин Тих Асен отпреди 1277 г. и грамотата на сръбския крал Стефан Милутин от 1300 г. Липсата на сведения за манастира в изворите между 1300 г. и 1377 г., както и фактът на неочакваното претворяване на богатия и изключително привилегирован кралски манастир „Свети Георги Бързи“, какъвто го описва грамотата на Милутин от 1300 г., в обикновен хилендарски метох, дава основание да се смята, че в течение на първите три четвърти на XIV век „Свети Горги Бързи“ е загубил не само своя висок ранг, но и по-голяма част от своето богатство.. Така например в Бранковичевата грамота не е посочен нито един от множеството имоти на „Свети Георги“, пръснати според по-раншните грамоти из цяла Северна Македония и в самата Скопска област, като в грамотата от 1377 г. те са сведени до един единствен метох в град Скопие и близката му околност. По всичко личи, че към времето на написване на грамотата на Вук Бранкович „Свети Георги Скоропостижник“ вече не е бил способен да отстоява своите права и привилегии на административно, съдебно и икономическо ниво, съхранявайки единствено собствеността си над посочения метох в Скопие.. Така в навечерието на османското завладяване на Македония „Свети Георги“ най-вероятно отдавна е бил бледо копие на бляскавия и имотен кралски манастир от първите години на XIV век – нищо повече от една килия, която е служила за подслон на хилендарските монаси в Скопие.

## Текст на грамотата

### превод на български език
| „ | Аз, раб Христов Вук, обявявам за сведение на всички, че дойде при мен брат ми Герасим, изпратен от Света гора Атонска, от игумена на манастира „Света Богородица Хилендарска“ и от целия събор хилендарски. И просеше ми килия в Скопие, понеже нямаха ни убежище, ни килия в Скопие. И като видях тяхното усърдие и прошение, и дадох манастира „Свети Георги“ с метоха и селата, и с всички правдини: където се намира метох на „Свети Георги“ – в града или в двора, що е на „Свети Георги“, – всичко приложих на Хилендар. И също така приложих и освободих, да не е над него нито градски кефалия, нито кулски, ни владелец, просто казано, нито един апокрисар, тъкмо да се разпорежда и владее Хилендар както с другите свои метоси. И също така разпоредих: каквото се събере за година от „Свети Георги“ – жито, вино, сирене или доход всякакъв, – да е половината за дома на Свети Георги, а половината да се носи на Хилендар. И молим всекиго, когото Бог пожелае да е след мен, това мое повеление да не бъде нарушено. Който пък дръзне да го наруши, и така да разори и отнеме „Свети Георги“ от Хилендар, или да наруши всичко вече казано, Господ Бог да го разори и да му е мъстителница пречистата Майка Божия и свети великомъченик Георги, и да се причисли към Юда и Ария, и към онези, които рекоха "кръвта Му [да е] върху нас и върху чедата ни", и да е проклет от 318-те свети отци никейски и от събора хилендарски. Амин. Записа се в лето 6885 † Аз, раб Христов Вук | “ |